# Calliphlox
Calliphlox (boselfen) is een geslacht van vogels uit de familie kolibries en de geslachtengroep Mellisugini (bijkolibries). Het geslacht kent nu nog slecht één soort nadat de Costaricaanse boself en de paarskeelboself volgens in 2020 gepubliceerd onderzoek uit dit geslacht zijn verwijderd en verplaatst zijn naar het opnieuw ingestelde geslacht Philodice:
- Calliphlox amethystina  – Amethistboself